# Hexatoma (Eriocera) assamensis
Hexatoma (Eriocera) assamensis is een tweevleugelige uit de familie steltmuggen (Limoniidae). De soort komt voor in het Oriëntaals gebied.